# 1977 Голяма награда на Канада
1977 Голяма награда на Канада е 10-о за Голямата награда на Канада и шестнадесети кръг от сезон 1977 във Формула 1, провежда се на 9 октомври 1977 година на пистата Моспорт, Боуманвил в Канада.

## История на кръга
Голямата новина свързана преди началото на ГП на Канада е изненадващото напускане на Ники Лауда в отбора на Скудерия Ферари. Причината за това е управлението на самия отбор в ръцете на Роберто Носето, както и недобрите отношения с тима след катастрофата му в Нюрбургринг през сезон 1976. Лауда подписа с отбора на Брабам за сезон 1978 и след като си осигури титлата в Уоткинс Глен, двукратния световен шампион реши да не вземе участие в оставащите два кръга. Ферари планира да даде втори шанс на канадския пилот Жил Вилньов след дебюта му в Силвърстоун. Другата новина е завръщането на Рикардо Патрезе в отбора на Шадоу, докато АТС отхвърли плановете си да участват с Жан-Пиер Жарие. Бъдещото на трасето Моспорт е поставено под въпрос, заради несигурността на пистата и конструкцията на новото трасе в Ил-Нотр Дам в Монреал.

### Квалификация
Марио Андрети с Лотус постига шестата си пол-позиция за сезона пред Макларън-а на Джеймс Хънт с шест десети от секундата. Рони Петерсон продължи с убедителното представяне, класирайки се трети пред сънародника си Гунар Нилсон, Йохен Мас, Патрик Депайе, Алън Джоунс, Патрезе, Джоди Шектър и Джон Уотсън. Вилньов остана едва 17-и в своето първо състезание като пилот на Ферари, а самата квалификация е помрачена от тежкия инцидент на Иън Ашли със своя Хескет. Въпреки че англичанина оцеля като по чудо на маршалите им отне 40 минути да извадят пилота от катастрофиралия болид. Този инцидент означи края на кариерата на Ашли във Формула 1.

### Състезание
Андрети запази позицията си от Хънт на старта, докато втория Лотус на Нилсон за кратко окупира третото място преди Мас да го изпревари. Регацони приключи надпреварата си още на втория завой, а обиколка по-късно Уотсън отпада в опит да изпревари Тирел-а на Петерсон. Вторият Тирел управляван от Депайе е изпреварен от Патрезе на старта, преди да изпревари италианеца и след това Нилсон в петата обиколка. В 12-а обиколка Жак Лафит напусна със счупена трансмисия, докато Емерсон Фитипалди влезе в бокса с вибрации по болида. Пет обиколки по-късно Нилсон излезе от трасето от четвърта позиция, следван от Ханс-Йоахим Щук в 19-а обиколка с повреда в двигателя и Карлос Ройтеман с проблем в горивната система.
В края на колоната се случи инцидент между Брет Лънгър и Рупърт Кийгън, докато двойката застига изостаналия с обиколка Съртис на Ханс Биндер. Австриецът даде път на Лънгър, но не видя идващия го след американеца Хескет на Кийгън и прати англичанина в мантинелата. Две обиколки по-късно Петерсон напусна състезанието с теч в горивния резервоар. Междувременно Хънт прихвана Лотус-а на Андрети, преди двамата да застигат с обиколка третия Мас в 60-а обиколка. Англичанинът видя своя шанс, след като германеца забави Андрети и той мина пред Лотус-а в 61-вата обиколка. Мас все още се намира пред водещата двойка, преди германеца да отвори път за своя лидер. Хънт обаче също мина във външната страна и удари Макларън-а на своя съотборник. Хънт е пратен право в мантинелите, докато Мас продължи зад Шектър и Депайе. Видимо ядосаният Хънт след това удари маршал в опита да пресече пистата, от което Джеймс е глобен с 2,750 долара.
Андрети отново поведе след този инцидент с огромна преднина пред останалите като дори той си позволи да намали темпото, когато втория Шектър изпревари Лотус-а. Тогава в 77-ата обиколка със само три обиколки до финала Косуърт-а на неговия Лотус гръмна и Андрети отново е ограбен от сигурна победа. Болидът му обаче остави след себе си масло, което хвана неподготвен Патрезе (от четвърта позиция) и италианеца удари паркирания Хескет на Кийгън. Рикардо излезе навреме от своя Шадоу, преди Съртис-а на Виторио Брамбила да удари и неговия болид заради разлятото масло от Андрети. Вилньов също стана жертва от това, повреждайки трансмисията на неговото Ферари, както и Пенске-то на Дани Онгъс, но хаваеца продължи в надпреварата.
Това остави Шектър да постигне третата си победа за сезона в домашното за Валтер Волф състезание. Депайе финишира на шест секунди от южно-африканеца и на единайсет пред третия Мас. Джоунс приключи четвърти пред Патрик Тамбей и Брамбила, който въпреки инцидента взе последната точка пред Онгъс и Алекс Рибейро, които са останалите финиширали надпреварата.

## Класиране
| Поз | No | Пилот             | Конструктор       | Обиколки | Време/Отпадане  | Място | Точки |
| --- | -- | ----------------- | ----------------- | -------- | --------------- | ----- | ----- |
| 1   | 20 | Джоди Шектър      | Волф-Форд         | 80       | 1:40:00.0       | 9     | 9     |
| 2   | 4  | Патрик Депайе     | Тирел-Форд        | 80       | +6.77           | 6     | 6     |
| 3   | 2  | Йохен Мас         | Макларън-Форд     | 80       | +15.76          | 5     | 4     |
| 4   | 17 | Алън Джоунс       | Шадоу-Форд        | 80       | +46.69          | 7     | 3     |
| 5   | 23 | Патрик Тамбе      | Инсайн-Форд       | 80       | +1:03.26        | 16    | 2     |
| 6   | 19 | Виторио Брамбила  | Съртис-Форд       | 78       | Инцидент        | 15    | 1     |
| 7   | 14 | Дани Онгъс        | Пенске-Форд       | 78       | +2 Об.          | 22    |       |
| 8   | 9  | Алекс Рибейро     | Марч-Форд         | 78       | +2 Об.          | 23    |       |
| 9   | 5  | Марио Андрети     | Лотус-Форд        | 77       | Двигател        | 1     |       |
| 10  | 16 | Рикардо Патрезе   | Шадоу-Форд        | 76       | Завъртане       | 8     |       |
| 11  | 30 | Брет Лънгър       | Макларън-Форд     | 76       | Двигател        | 20    |       |
| 12  | 21 | Жил Вилньов       | Ферари            | 76       | Трансмисия      | 17    |       |
| Отп | 1  | Джеймс Хънт       | Макларън-Форд     | 61       | Инцидент        | 2     |       |
| Отп | 27 | Патрик Нев        | Марч-Форд         | 56       | Двигател        | 21    |       |
| Отп | 3  | Рони Петерсон     | Тирел-Форд        | 34       | Теч-гориво      | 3     |       |
| Отп | 24 | Рупърт Кийгън     | Хескет-Форд       | 32       | Инцидент        | 25    |       |
| Отп | 18 | Ханс Биндер       | Съртис-Форд       | 31       | Инцидент        | 24    |       |
| Отп | 10 | Иън Шектър        | Марч-Форд         | 29       | Двигател        | 18    |       |
| Отп | 28 | Емерсон Фитипалди | Фитипалди-Форд    | 29       | Двигател        | 19    |       |
| Отп | 12 | Карлос Ройтеман   | Ферари            | 20       | Горивна система | 12    |       |
| Отп | 8  | Ханс-Йоахим Щук   | Брабам-Алфа Ромео | 19       | Двигател        | 13    |       |
| Отп | 6  | Гунар Нилсон      | Лотус-Форд        | 17       | Инцидент        | 4     |       |
| Отп | 26 | Жак Лафит         | Лижие-Матра       | 12       | Трансмисия      | 11    |       |
| Отп | 7  | Джон Уотсън       | Брабам-Алфа Ромео | 1        | Окачване        | 10    |       |
| Отп | 22 | Клей Регацони     | Инсайн-Форд       | 0        | Инцидент        | 14    |       |
| НКв | 25 | Иън Ашли          | Хескет-Форд       |          | Пилота ранен    |       |       |
| НКв | 15 | Жан-Пиер Жабуй    | Рено              |          |                 |       |       |

## Класиране след състезанието
| Поз | Пилот           | Точки |
| --- | --------------- | ----- |
| 1   | Ники Лауда      | 72    |
| 2   | Джоди Шектър    | 55    |
| 3   | Марио Андрети   | 47    |
| 4   | Карлос Ройтеман | 36    |
| 5   | Джеймс Хънт     | 31    |
| 6   | Йохен Мас       | 25    |
| 7   | Гунар Нилсон    | 20    |
| 8   | Алън Джоунс     | 19    |

| Поз | Конструктор       | Точки   |
| --- | ----------------- | ------- |
| 1   | Ферари            | 89 (91) |
| 2   | Лотус-Форд        | 62      |
| 3   | Волф-Форд         | 55      |
| 4   | Макларън-Форд     | 51      |
| 5   | Брабам-Алфа Ромео | 27      |
| 6   | Тирел-Форд        | 23      |
| 7   | Шадоу-Форд        | 20      |
| 8   | Лижие-Матра       | 16      |